# Ina Strøjer-Schmidt
Ina Strøjer-Schmidt (født 20. september 1988) var folketingsmedlem for SF, valgt i Københavns Omegns Storkreds. Hun var medlem af Folketinget fra valget den 5. juni 2019, hvor hun blev valgt med 4.512 stemmer., indtil valget den 1. november 2022.
Strøjer-Schmidt er bosiddende i Rødovre. Hun er uddannet cand.scient.adm. og har en bachelorgrad inden for politik og sundhedsfremme fra Roskilde Universitetscenter. Hun har været offentligt ansat som konsulent hos Region Hovedstaden fra 2018 til 2019.